# Mário Raposo
Mário Ferreira Bastos Raposo (ur. 15 stycznia 1929 w Coimbrze, zm. 2 października 2013 w Lizbonie) – portugalski polityk i prawnik, działacz samorządu adwokackiego, deputowany, minister sprawiedliwości w czterech gabinetach, w latach 1990–1991 rzecznik praw obywatelskich.

## Życiorys
Ukończył studia prawnicze na Uniwersytecie w Coimbrze, podjął praktykę w zawodzie adwokata. W 1975, wkrótce po rewolucji goździków, został prezesem portugalskiej izby adwokackiej Ordem dos Advogados, którą kierował do 1977. W latach 1976–1977 pełnił funkcje wiceprzewodniczącego międzynarodowej organizacji prawniczej Union Internationale des Avocats oraz dyrektora czasopisma portugalskiej adwokatury. W 1976 stał na czele portugalskiej sekcji Międzynarodowej Komisji Prawników.
W okresie przemian politycznych dołączył do Partii Socjaldemokratycznej. Z jej ramienia wykonywał mandat posła do Zgromadzenia Republiki I, II i V kadencji. Od sierpnia do listopada 1978, od stycznia 1980 do stycznia 1981 oraz od lutego 1985 do listopada 1987 sprawował urząd ministra sprawiedliwości w czterech rządach, którymi kierowali kolejno Alfredo Nobre da Costa, Francisco Sá Carneiro, Mário Soares oraz Aníbal Cavaco Silva. W latach 1990–1991 zajmował stanowisko rzecznika praw obywatelskich (provedor de justiça). Z urzędu zasiadał wówczas w Radzie Państwa, organie doradczym prezydenta Portugalii. Prowadził działalność dydaktyczną na Universidade Internacional w Lizbonie.

## Odznaczenia
- Krzyż Wielki Orderu Infanta Henryka (1990)[4]